# Lluís Duran i Ventosa
Lluís Duran i Ventosa (Barcelona, 24 de desembre de 1870 - 18 de desembre de 1954) fou un polític, advocat i periodista català, fill del prestigiós advocat i polític Manuel Duran i Bas i germà de Raimon Duran i Ventosa.

## Biografia
El seu pare fou l'advocat i polític Manuel Duran i Bas, i la seva mare, Claudina Ventosa i Trias, ambdós de Barcelona. El seu avi matern, Josep Ventosa, fou també advocat.
Estudià a l'Escola Antiga situada al Palau de Castellvell (actualment seu de Foment del Treball). Lluís es llicencià en dret a la Universitat de Barcelona i es doctorà en dret a la Universitat de Madrid el 1891. Ja de ben jove mostrà inquietuds literàries. Arran d'una carta que escriví a Àngel Guimerà el 1885 començà a col·laborar a La Renaixença amb el pseudònim Youngest. Més endavant també publicaria a Lo Catalanista, La Revista, Revista de Catalunya, D'Ací i d'Allà i La Veu de Catalunya (1891-1936), on va escriure els editorials des del 1907.
Des de ben jove es vinculà al moviment catalanista. Fou president de la secció de dret del Centre Escolar Catalanista quan encara era estudiant (1889). També fou membre del consell directiu de la Unió Catalanista, però el 1899 abandonà aquest organisme per a crear el Centre Nacional Català.
Políticament milità en el catalanisme des de primera hora. Fou secretari de la Lliga de Catalunya i quan el 1901 es transformà en Lliga Regionalista en fou el primer secretari. D'aquest partit en seria el principal ideòleg i membre de la comissió d'acció política de 1904 a 1936.
Inicià la seva política com a regidor de l'Ajuntament de Barcelona per la Lliga Regionalista durant les legislatures de 1906-1910, el 1916-1920 i 1933. El 1916 fou l'organitzador, creador i primer president (1916-1918) de la Comissió de Cultura de l'ajuntament, des d'on va organitzar, juntament amb l'Associació Protectora de l'Ensenyança Catalana, la de construcció d'edificis escolars com l'Escola del Mar i projectà la construcció d'un teatre per a la ciutat.
Entre 1910 i 1915 fou elegit diputat de la Diputació de Barcelona per la Lliga. Se'l considera autor de la proposta de creació d'un organisme comú que aplegués les competències de les quatre diputacions catalanes, i que el 1913 originarà la Mancomunitat de Catalunya. Un cop constituïda, formarà part del seu primer Consell Permanent, en serà nomenat vicepresident i esdevindrà un dels més estrets col·laboradors d'Enric Prat de la Riba fins a la seva mort, encarregant-se també de la conselleria de foment el 1914. Durant la seva etapa en la Mancomunitat va propiciar el desenvolupament de la cultura catalana amb la creació de l'Escola Catalana d'Art Dramàtic (1913), la Societat Cinematogràfica d'Adrià Gual i l'Associació Catalana d'Art Dramàtic (1914). També fou mantenidor als Jocs Florals. Amb l'esclat de la Primera Guerra Mundial, es posicionà a favor de França.
El seu retorn a l'Ajuntament de Barcelona el 1916 va coincidir amb la crisi de govern que provocaria la vaga general de 1917 i la constitució de l'Assemblea de Parlamentaris, després de la qual fou alcalde de Barcelona entre juliol i desembre de 1917. El 1916 i el 1917 fou president de l'Acadèmia de Jurisprudència i Legislació de Catalunya. I a proposta de la Societat Econòmica d'Amics del País de Barcelona fou escollit senador per Barcelona el 1919-1920 i el 1921-1922 en substitució de Ramon d'Abadal i Calderó, i novament fou senador electe per Barcelona el 1923.
La seva negativa a acceptar la legitimitat de la Dictadura de Primo de Rivera suposà la seva marginació política fins a la proclamació de la Segona República Espanyola. A les eleccions al Parlament de Catalunya de 1932 fou elegit diputat al Parlament de Catalunya per la Lliga Regionalista, després Lliga Catalana. Quan el govern català de Lluís Companys fou empresonat arran dels fets del sis d'octubre de 1934 fou designat conseller de cultura de la Generalitat de Catalunya, i intentà de mantenir les institucions culturals catalanes fins que va cessar després de la victòria del Front d'Esquerres a les eleccions generals espanyoles de 1936.
En esclatar la Guerra Civil Espanyola es va exiliar a París, i no tornà a Catalunya fins al 1939. Decidit a no participar més en política, es dedicà a exercir la seva professió d'advocat. El seu prestigi, però, li valgué que el 1947 fos nomenat membre de la Comissió encarregada de la Compilació del dret civil especial de Catalunya I el 1951 fou nomenat president de la Societat Catalana d'Estudis Jurídics, Econòmics i Socials, filial de l'Institut d'Estudis Catalans, càrrec que exercí fins a la seva mort.
Va estar casat amb Josefina Dencausse i Cominal (1868-1953), viuda el 1935 de Frederic Mompou i Monmany (1856-1935), ambdós pares del pintor Josep Mompou i del músic Frederic Mompou.

## Obres
- Regionalisme i federalisme (1905), amb pròleg de Prat de la Riba, article publicat a la Revista Jurídica de Catalunya on compara el regionalisme de la Lliga amb el federalisme de Francesc Pi i Margall.
- L'usdefruit vidual a Catalunya (1917)
- Els Polítics (1927)
- Les essències del catalanisme i l'acció de govern (1936)
- La esencia de los nacionalismos (Buenos Aires 1939)
- Intoxicación oriental de Occidente (1949)
- Unitat d'Europa, unitat del món (1953)

## Fons personal
El seu fons personal es conserva a l'Arxiu Nacional de Catalunya. El fons conté la documentació generada i rebuda per Manuel Duran i Bas i per Lluís Duran i Ventosa; principalment, documentació produïda en funció de les seves activitats professionals jurídica i periodística (apunts de càtedra i altres textos, articles de premsa); documentació produïda en funció de les seves activitats política i social relacionades amb el Ministerio de Gracia y Justicia, el Círculo Conservador-Liberal de Barcelona, l'Ateneu Barcelonès, etc. (nomenaments, informes, conferències, distincions); i documentació personal i familiar. Del conjunt del fons destaca, especialment, la correspondència (que inclou cartes originals rebudes de diverses personalitats del moment) i un apartat que reuneix documentació de Francesc Cambó (declaracions polítiques, Fundació Cambó, etc.).